# سفارة فرنسا في أرمينيا
سفارة فرنسا في أرمينيا هي أرفع تمثيل دبلوماسي لدولة فرنسا لدى أرمينيا. تقع السفارة في يريفان وهي تهدف لتعزيز المصالح الفرنسية في أرمينيا.

## وصلات خارجية
- الموقع الرسمي
- قائمة سفارات فرنسا
- قائمة السفارات في أرمينيا